# Carcharhinus isodon
Carcharhinus isodon és una espècie de peix de la família dels carcarínids i de l'ordre dels carcariniformes.

## Morfologia
Els mascles poden assolir els 190 cm de longitud total.

## Distribució geogràfica
Es troba des de Carolina del Nord fins a Cuba i el Golf de Mèxic, i des del sud del Brasil fins a l'Uruguai.